# كافي المبتدي
كَافِي الْمُبْتَدِي مِنَ الطُّلَّاب ويُعرف اختصارًا بـ كافي المبتدي هو كتاب في الفقه الحنبلي من تأليف ابن بَلْبان الدمشقي الحنبلي (1006- 1083هـ / 1598- 1672م) واختُص في فقه العبادات.

## المؤلف

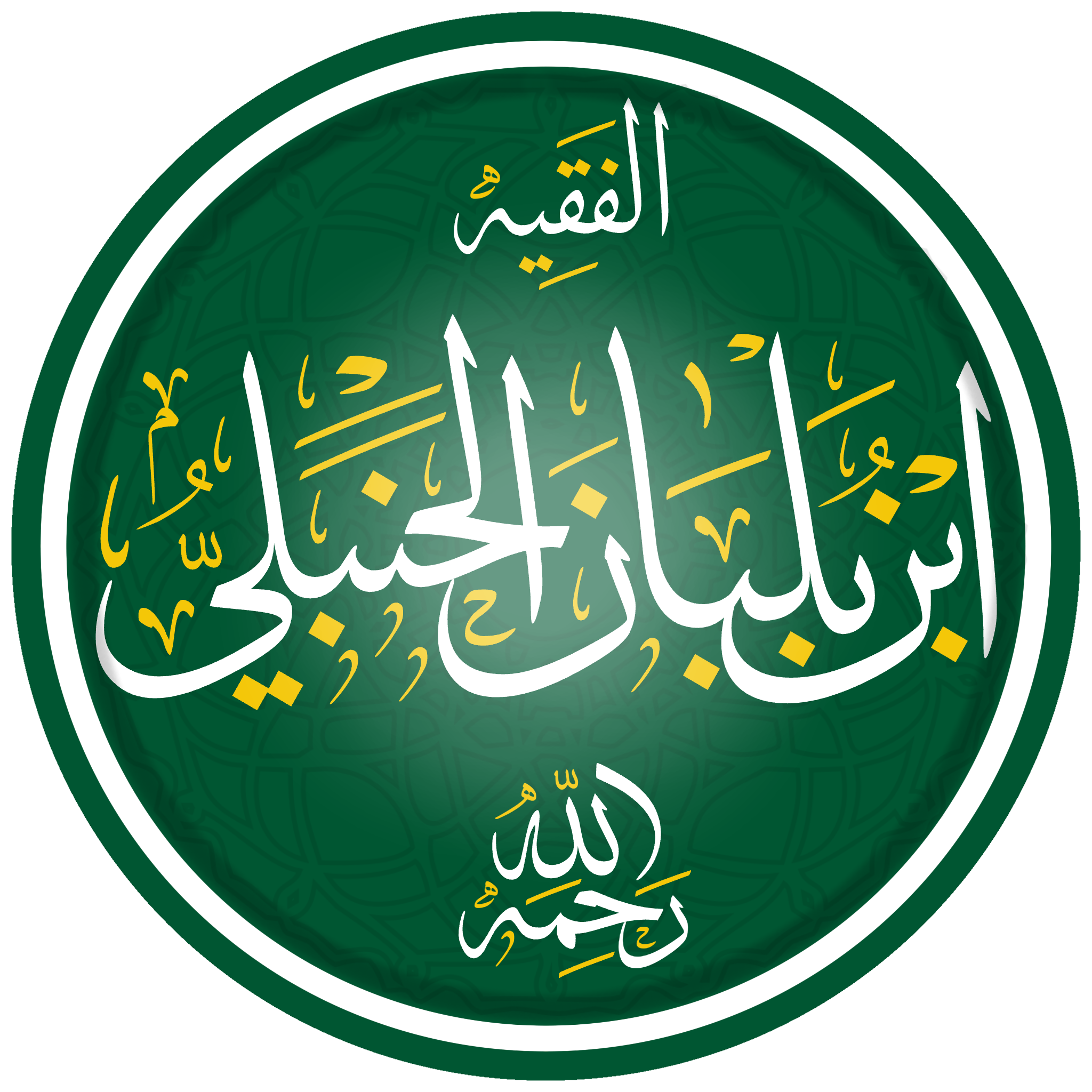
تخطيط اسم ابن بلبان الحنبلي بخط الثُّلُث.

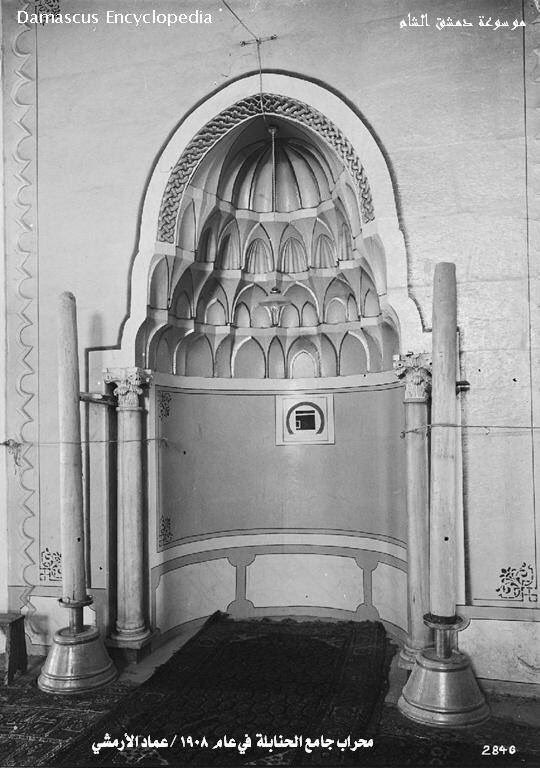
محراب جامع الحنابلة بدمشق (صورة من عام 1908).

هو شيخ الإسلام أبو عبد الله شمس الدين محمد بن بدر الدين بن عبد القادر بن محمد بن بلبان البعلي الدمشقي الصالحي الخزرجي الحنبلي المعروف اختصارًا بـ ابن بلبان الحنبلي، وُلِد بدمشق سنة 1006هـ/1598م ظنًا منه، تعلَّم الفقه فأخذ من الشهاب أحمد بن علي المفلحي والشهاب أحمد العيثاوي والشمس الميداني والنجم الغزي وغيرهم وأخذ عنه أبو المواهب الحنبلي وعبد القادر بن عبد القادر بن عبد الهادي وحمزة الرومي وابن العماد الحنبلي وغيرهم، وتعلَّم الحديث فسمع من الشهاب أحمد العيثاوي والشمس الميداني، تولَّى خطابة جامع الحنابلة وكان الناس يقصدون الجامع للصلاة خلفه، تُوفِي بدمشق في ليلة الخميس 9 رجب 1083هـ/1672م، ودُفن بسفح جبل قاسيون في الطرف الشرقي بالقرب من الروضة، وله من المُصنَّفات: مختصر الإفادات في ربع العبادات والآداب وزيادات، وقلائد العقيان في اختصار عقيدة ابن حمدان وأخصر المختصرات وكافي المبتدي ورسالة في قراءة عاصم (إحدى القراءات العشر المتواترة) وبغية المستفيد في أحكام التجويد والرسالة في أجوبة أسئلة الزيدية والآداب الشرعية ومناسك الحج، وأجمع كل من ترجم له بوصفه بالعلم والاشتغال به، ووصفه أيضًا بالزهادة والصلاح والعبادة.

## اسم الكتاب
صرَّح ابن بلبان باسم الكتاب في مقدمته وقال: «سمَّيته كَافِي المُبتَدِي من الطُّلَّاب، لأنَّه بمعونة المَلِك الوهَّاب اشتمل على ما يُغْنِي عن التَّطْويل والإطْنَاب»، ولكن جرت العادة عند العلماء في اختصار أسماء الكتب واختُصر اسم الكتاب لكافي المبتدي وهكذا ذكره كلٌّ من: ابن حميد في كتابه السحب الوابلة، وابن بدران في المدخل، وبكر أبو زيد في المدخل المفصل، وذكر الزركلي اسم الكتاب كاملًا في موسوعته الأعلام.

## الشروحات

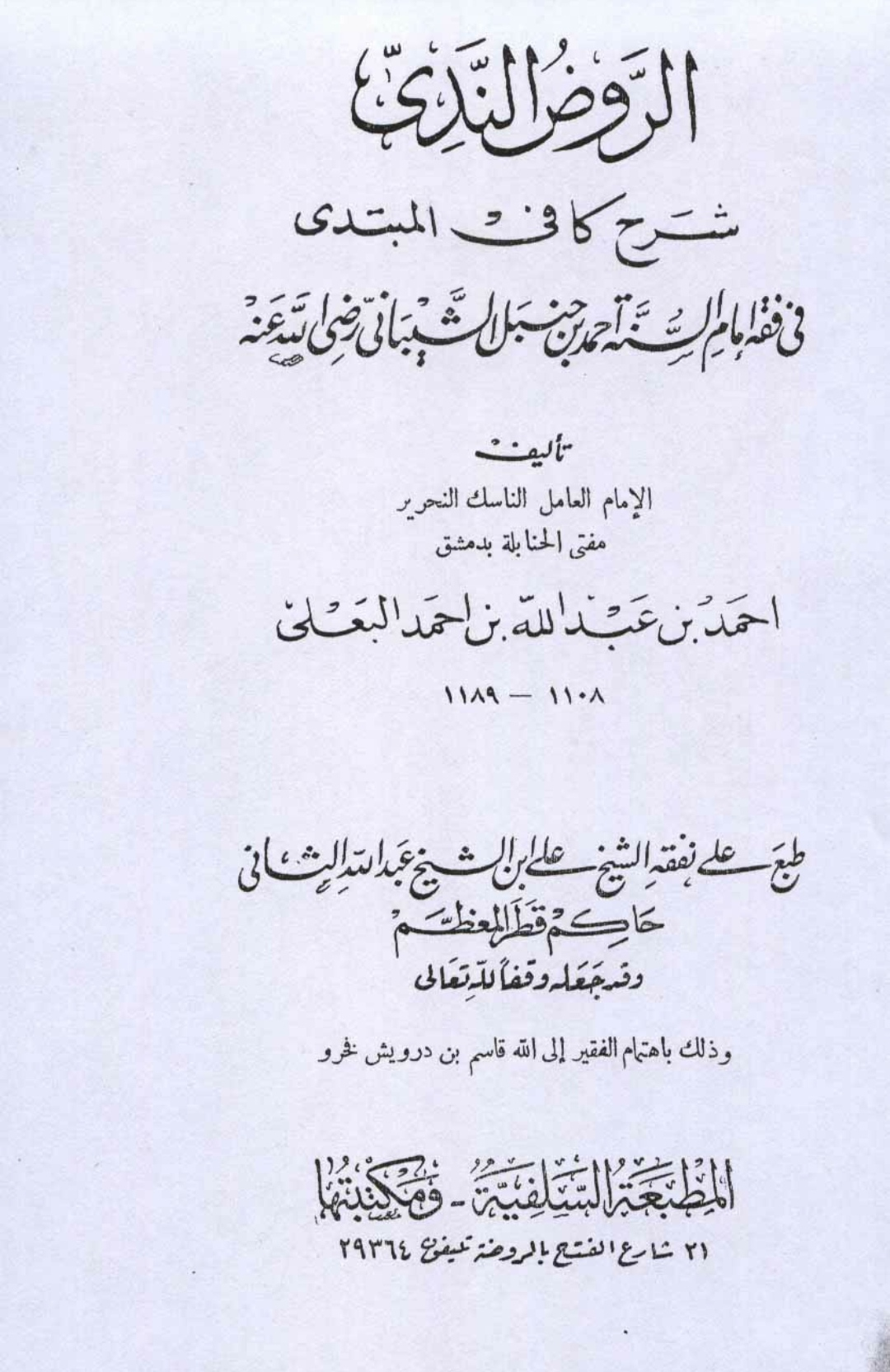
الطبعة الأولى من كتاب الروض الندي لأحمد البعلي، صادرة عن المطبعة السلفية بمصر سنة 1381هـ/1961م

هناك شرح مطبوعٌ واحد فقط لكتاب كافي المبتدي وهو كتاب "الروض الندي شرح كافي المبتدي" لأحمد البعلي (ت 1189هـ). وقد حشّى أحمد بن ناصر القعيمي على هذا الشرح بحاشية (إرشاد المقتدي)  متوسطة الحجم.

غلاف الطبعة الأولى من كتاب إرشاد المقتدي حاشية على الروض الندي بشرح كافي المقتدي صادرة عن مكتبة أهل الاثر سنة 1440هـ/2019م.

### فهرس المراجع
منشورات
1. ↑  ابن بلبان (1998)، ص. 10.
2. ↑  الشطي (1986)، ص. 122.
3. ↑  الغزي (1982)، ص. 231.
4. ↑  كحالة (1961)، ج. 9، ص. 100.
5. ↑  الحموي (2011)، ص. 222.
6. ↑  أبو المواهب (1990)، ص. 50.
7. ↑  المحبي (1960)، ص. 402.
8. 1 2  الزركلي (2002)، ج. 6، ص. 51.
9. 1 2  الغزي (1982)، ص. 233.
10. ↑  ابن بلبان (2015)، ص. 28–29.
11. ↑  ابن بلبان (1998)، ص. 11.
12. ↑  ابن بلبان (2019)، ص. 30.
13. ↑  ابن حميد (1996)، ص. 905.
14. ↑  ابن بدران (1981)، ص. 444.
15. ↑  بكر أبو زيد (1997)، ج. 2، ص. 801.
16. ↑  ابن بلبان (2019)، ص. 14.

### بيانات المراجع (مُرتَّبة حسب تاريخ النشر)
الكتب
- محمد بن فضل الله المحبي (1960)، خلاصة الأثر في أعيان القرن الحادي عشر، بيروت: دار صادر، ج. 3، QID:Q132420761
- عمر رضا كحالة (1961)، معجم المؤلفين: تراجم مصنفي الكتب العربية (ط. 1)، دمشق: المكتبة العربية، مكتبة المثنى، دار إحياء التراث العربي، OCLC:4771170447، QID:Q113535201
- ابن بدران (1981)، المدخل إلى مذهب الإمام أحمد بن حنبل، تحقيق: عبد الله بن عبد المحسن التركي (ط. 2)، مؤسسة الرسالة، OCLC:956881339، QID:Q124424628{{استشهاد}}:  صيانة الاستشهاد: ref duplicates default (link)
- محمد جميل الشطي (1986)، مختصر طبقات الحنابلة، تحقيق: فواز أحمد الزمرلي (ط. 1)، بيروت: دار الكتاب العربي، OCLC:61618791، QID:Q132420787
- ابن بلبان الحنبلي (1998)، مختصر الإفادات في رُبْع العبادات والآداب وزيادات، تحقيق: محمد بن ناصر العجمي (ط. 1)، بيروت: دار البشائر الإسلامية، LCCN:99897202، OCLC:41968193، OL:23569611M، QID:Q131552502
- كمال الدين الغزي (1982)، النعت الأكمل لأصحاب الإمام أحمد بن حنبل (من سنة 901 – 1207 هجرية): وعليه زيادات واستدراكات حتى نهاية القرن الرابع عشر الهجري، تحقيق: محمد مطيع الحافظ، نزار أباظة (ط. 1)، دمشق: دار الفكر، LCCN:85962679، OCLC:20294881، OL:2705772M، QID:Q132456962
- أبو المواهب الحنبلي (1990)، مشيخة أبي المواهب الحنبلي، تحقيق: محمد مطيع الحافظ (ط. 1)، دمشق، بيروت: دار الفكر، دار الفكر المعاصر، LCCN:90962828، OCLC:24069477، OL:2021305M، QID:Q132440296
- محمد بن عبد الله بن حميد (1996)، السحب الوابلة على ضرائح الحنابلة، تحقيق: بكر بن عبد الله أبو زيد، عبد الرحمن العثيمين (ط. 1)، بيروت: مؤسسة الرسالة، ج. 2، QID:Q132810528
- بكر بن عبد الله أبو زيد (1997)، المدخل المفصل إلى فقه الإمام أحمد وتخريجات الأصحاب، الرياض: دار العاصمة، OCLC:4769939084، QID:Q125915731
- خير الدين الزركلي (2002)، الأعلام: قاموس تراجم لأشهر الرجال والنساء من العرب والمستعربين والمستشرقين (ط. 15)، بيروت: دار العلم للملايين، OCLC:1127653771، QID:Q113504685
- مصطفى بن فتح الله الحموي (2011)، فوائد الارتحال ونتائج السفر في أخبار القرن الحادي عشر، تحقيق: عبد الله محمد الكندري (ط. 1)، بيروت: دار النوادر، OCLC:759989396، OL:44514451M، QID:Q132473411
- ابن بلبان الحنبلي (2015). قلائد العِقْيان في اختصار عقيدة ابن حمدان. تحقيق: عبد الله بن محمد العبد الله (ط. 1). جدة: دار المنهاج. ISBN:978-9953-541-58-7. LCCN:2018347839. OCLC:1154004511. QID:Q131552558.
- ابن بلبان الحنبلي (2019)، كافي المبتدي من الطلاب، تحقيق: أحمد بن نجيب بن عبد العزيز السويلم (ط. 1)، الكويت: دار ركائز، OCLC:1165642831، OL:44004639M، QID:Q131552478